# Mercatorjeva vrsta
Mercatorjeva vŕsta ali Newton-Mercatorjeva vŕsta [njúton-merkátorjeva ~] je v matematiki Taylorjeva vrsta za naravni logaritem. Dana je z:
{\displaystyle \ln(1+x)=\sum _{n=1}^{\infty }{\frac {(-1)^{n+1}}{n}}x^{n}=x-{\frac {x^{2}}{2}}+{\frac {x^{3}}{3}}-{\frac {x^{4}}{4}}+\cdots \!\,,}
za {\displaystyle -1<x\leq 1}. Za kompleksne vrednosti x enolično konvergira k glavni vrednosti kompleksnega logaritma za vse x v odprtem enotskem disku.

## Zgodovina
Vrsto so neodvisno odkrili Nicholas Mercator, Isaac Newton  in Grégoire de Saint-Vincent. Prvi jo je objavil Mercator v svoji razpravi Logarithmo-technica iz leta 1668.

## Izpeljava
Vrsto se lahko izpelje s ponavljajočim odvajanjem naravnega logaritma. Odvod je:
{\displaystyle {\frac {\rm {d}}{{\rm {d}}x}}\ln x={\frac {1}{x}}\!\,.}
Lahko se začne tudi z geometrično vrsto ({\displaystyle t\neq -1})
{\displaystyle 1-t+t^{2}-\cdots +(-t)^{n-1}={\frac {1-(-t)^{n}}{1+t}}\!\,,}
ki da:
{\displaystyle {\frac {1}{1+t}}=1-t+t^{2}-\cdots +(-t)^{n-1}+{\frac {(-t)^{n}}{1+t}}\!\,.}
Sledi:
{\displaystyle \int _{0}^{x}{\frac {{\rm {d}}t}{1+t}}=\int _{0}^{x}\left(1-t+t^{2}-\cdots +(-t)^{n-1}+{\frac {(-t)^{n}}{1+t}}\right){\rm {d}}t\!\,}
in z integracijo po členih:
{\displaystyle \ln(1+x)=x-{\frac {x^{2}}{2}}+{\frac {x^{3}}{3}}-\cdots +(-1)^{n-1}{\frac {x^{n}}{n}}+(-1)^{n}\int _{0}^{x}{\frac {t^{n}}{1+t}}{\rm {d}}t\!\,.}
Če je {\displaystyle -1<x\leq 1}, je člen ostanka enak nič pri {\displaystyle n\to \infty }.

## Posebni primeri
Pri {\displaystyle x=1} je Mercatorjeva vrsta alternirajoča harmonična vrsta:
{\displaystyle \sum _{k=1}^{\infty }{\frac {(-1)^{k+1}}{k}}=\ln 2=\eta (1)\!\,,}
kjer je {\displaystyle \eta (z)} Dirichletova funkcija η.